# Луї II де Ла Тремуйль
Луї II де Ла Тремуйль (Louis II de La Trémoille, 26 вересня 1460 — 24 лютого 1525) — французький військовий діяч часів Італійських війн. Адмірал Франції.

## Життєпис

### Почато кар'єри
Походив з аристократичної французької родини. Народився у замку поблизу Туара. Дитинство провів у замку Бомм'є, де його батьки мешкали у вигнанні. У 1474 році став пажом короля Людовика XI. Згодом його під опіку взяв дядько Жорж II де Ла Тремуйль. Тоді ж почалася судова тягонина щодо повернення до родини титулу віконта Туара.
У 1483 році після смерті батька Луї I, став головою роду Ла Тремуйль. Він підтримував регента Ганну де Боже, увійшовши до королівського почту. У 1484 році депутат Генеральних Штатів, засіданнях яких проходили у Турі. Того ж року пошлюбив родичку молодого короля Карла VIII. Під час Безумної війни 1485—1488 років, викликанної повстанням аристократів на чолі із Луї Орлеанським (майбутнім королем Людовиком XII) та війни із Бретаню 1489—1491 років, Ла Тремуйль — один з очільників королівської армії. Саме його перемога при Сент-Обен-дю-Кормье 28 липня 1488 року завершила Безумну війну. У 1491 році зайняв усю територію Бретані. За цю звитягу отримав титул адмірала Бретані та Гієні. Незабаром став першим камергером короля.

### Італійські війни
У 1494 році очолював одну з частин французької армії короля Карла VIII, яка рушила до Італії. Сприяв зайняттю міст Флорентійської республіки. Потім був одним з намісників у захопленому Неаполітанському королівстві. після відступу армії звитяжив у битві при Форново у 1495 році.
Брав участь у другій італійській війні. Разом з армією Тривульціо у 1500 році розбив війська герцога Лодовіко Сфорца. Згодом захопив останнього разом з усією родиною. Після цього король Людовик XII доручив Ла Тремуйлю усі війська у герцогстві Міланському. Проте він не прийняв цю пропозицію й повернувся до Франції. У 1503 році король збирався відправити Луї де ла Тремуйля на допомогу французьким військам у Неаполітанському королівстві, але в цей час того схопив напад гарячки, від якої луї ледь не сконав.
У 1509 році брав участь у битві при Ан'ядело, де було переможено венеціанське військо. У 1512 році Ла Тремуйль знову рушив до північної Італії, але у 1513 році зазнав поразки від швейцарців у битві при Новарі. Того ж року був призначений губернатором Діжона, повинен був забезпечити захист Бургундії від ворогів.
У 1515 році знову взяв участь у поході до Італії, успішному для французів на чолі із Франциском I битві при Мариньяно. Згодом став учасником нової військової кампанії у герцогстві Міланському. Незважаючи на пропозиції Ла Тремуйля король Франциск I рушив до Павії, де 24 лютого відбулася вирішальна битва. У ній французи зазнали поразки, а Луї II де Ла Тремуйль загинув.

## Родина
1. Дружина — Габріела, донька Людовика I де Бурбон-Монпасьє
Діти:
- Карл (1485—1515)

2. Дружина — Луїза, донька Чезаре де Валентинуа